# Потомак (приповетка)
„Потомак” (енгл. The Descendant) је фрагмент приповетке америчког писца Хауарда Филипса Лавкрафта, написан 1927, а објављен 1938. у часопису Leaves, након ауторове смрти.

## Радња
Приповедач објашњава да је на самрти и да осећа потребу да подели одређену причу пре него што умре. Он говори о тихом и помало лудом старијем човеку који живи у Грејовој гостионици са својом мачком љубимцем. Овај човек је изнемогао и језив, изгледа старије од својих година и престрављен је црквених звона. Младић по имену Вилијамс (приповедач) усељава се у гостионицу и покушава да се спријатељи са старцем и натера га да подели своје знање. Открива се да је овај човек лорд Нортам из Енглеске. Вилијамсови покушаји да открије нешто више су углавном неуспели све док једног дана не набави копију Некрономикона, књиге мртвих која осваја умове многих заинтригираних мрачним вештинама. Када Вилијамс замоли Нортама да му помогне да преведе стари латински језик, Нортам је ужаснут и моли Вилијамса да спали књигу. 
Нортам је приморан да открије сопствену историју. Његова породица сеже све до римског доба Енглеске када су војници први пут заузели острво. Међутим, наишли су на пећински култ који нису могли да савладају, упркос свим напорима. За чланове овог култа се говорило да су народ који је ту већ одавно живео и потицао из древне земље која је потонула у море. Ово је било место где је саграђен Нортамов породични дворац. Генерацијама касније, лорд Нортам је и даље осећао задивљујућу моћ овог места која га је навела да прати приче о натприродном, па чак и да им лично присуствује. То га је на крају довело до Безименог града Арабије и веровања да постоје тачке на свету где се може закорачити на неко друго место ван овог универзума. Недовршена прича се завршава тако што се он пита да ли је то све у његовом уму или има нечега што је стварно.

## Инспирација
Лавкрафт је можда мислио на овај покушај приче када је написао да је „веома пажљиво проучавао Лондон... како би добио позадину за приче које укључују богатије антиквитете него што Америка може да пружи”.